# Lauterbacher Knochen
Der Lauterbacher Knochen ist eine 683 m hohe Erhebung etwa einen Kilometer nördlich des Marienberger Ortsteils Lauterbach im Erzgebirge. Auf dem Gipfel steht die Station Nr. 86 der
Königlich-Sächsischen Triangulation. Es ist ein Pfeiler, mit dem um 1870 die Landesvermessung Sachsen  durchgeführt wurde. Heute würde man ihn als
Trigonometrischen Punkt(TP) bezeichnen.

## Lage
Der Bergrücken bildet neben der Dreibrüderhöhe die Wasserscheide zwischen den Flüssen Zschopau und Flöha an den Rändern der Marienberger Hochfläche.

## Aussicht
Trotz seiner mittleren Höhe bietet sich ein Panoramablick. Im Nordosten sieht man die Waltersdorfer Höhe. Gegen Osten erblickt man die Bergstadt Sayda und den Schwartenberg. Südlich sind die Annahöhe, der Steinhübel, der Hirtstein und die Dreibrüderhöhe zu sehen. Im Südwesten ist der Pöhlberg, am Horizont sind Fichtelberg und Keilberg zu erkennen.